# Саутгейт (Флорида)
Саутгейт (англ. Southgate) — переписна місцевість (CDP) в США, в окрузі Сарасота штату Флорида. Населення — 6287 осіб (2020).

## Географія
Саутгейт розташований за координатами 27°18′44″ пн. ш. 82°30′29″ зх. д. / 27.31222° пн. ш. 82.50806° зх. д. (27.312277, -82.508153).  За даними Бюро перепису населення США в 2010 році переписна місцевість мала площу 5,36 км², з яких 5,17 км² — суходіл та 0,19 км² — водойми.

## Демографія
Згідно з переписом 2010 року, у переписній місцевості мешкали 7173 особи в 3416 домогосподарствах у складі 1875 родин. Густота населення становила 1337 осіб/км².  Було 3993 помешкання (745/км²).
Расовий склад населення:
| - 89,9 % — білих - 1,7 % — азіатів - 1,6 % — чорних або афроамериканців - 0,5 % — корінних американців - 0,1 % — вихідців з тихоокеанських островів - 4,6 % — осіб інших рас |

До двох чи більше рас належало 1,7 %. Частка іспаномовних становила 13,2 % від усіх жителів.
За віковим діапазоном населення розподілялося таким чином: 16,2 % — особи молодші 18 років, 61,4 % — особи у віці 18—64 років, 22,4 % — особи у віці 65 років та старші. Медіана віку мешканця становила 48,0 року. На 100 осіб жіночої статі у переписній місцевості припадало 95,2 чоловіків;  на 100 жінок у віці від 18 років та старших — 92,1 чоловіків також старших 18 років.
Середній дохід на одне домашнє господарство  становив 57 256 доларів США (медіана — 42 351), а середній дохід на одну сім'ю — 68 666 доларів (медіана — 57 424). Медіана доходів становила 35 458 доларів для чоловіків та 36 195 доларів для жінок. За межею бідності перебувало 12,3 % осіб, у тому числі 14,7 % дітей у віці до 18 років та 9,4 % осіб у віці 65 років та старших.
Цивільне працевлаштоване населення становило 3606 осіб. Основні галузі зайнятості: освіта, охорона здоров'я та соціальна допомога — 21,4 %, мистецтво, розваги та відпочинок — 15,9 %, роздрібна торгівля — 14,6 %.